# Turkmenistans damlandslag i volleyboll
Turkmenistans damlandslag i volleyboll  representerar Turkmenistan i volleyboll på damsidan.  Det har inte deltagit i något större mästerskap. Det skulle deltagit i asiatiska mästerskapet 2011, men uteblev p.g.a. problem med flygbiljetter. Dess U19-landslag har deltagit i Asiatiska U19-mästerskapen 2012 och 2014.

### Fotnoter
1. ↑  Senaste tillfället då någon kontrollerade att de inmatade tabelluppgifterna stämmer. Uppgifter kan ha matats in senare utan att kontrolleras av någon annan
2. ↑  ”Turkmenistan exits Asian women's volleyball tourney in Taipei” (på engelska). Focus Taiwan (CNA English News). 15 september 2011. https://focustaiwan.tw/sports/201109150043. Läst 21 oktober 2023.
3. ↑  ”Turkmenistan U19 national team” (på engelska). Volleybox. https://women.volleybox.net/turkmenistan-u19-t9083. Läst 21 oktober 2023.